# Cerro Maggiore
Cerro Maggiore é uma comuna italiana da região da Lombardia, província de Milão, com cerca de 13.740 habitantes. Estende-se por uma área de 10 km², tendo uma densidade populacional de 1374 hab/km². Faz fronteira com Rescaldina, Uboldo (VA), Legnano, Origgio (VA), San Vittore Olona, Parabiago, Nerviano.

## Demografia
| Variação demográfica do município entre 1861 e 2011                               |
|                                                                                   |
| Fonte: Istituto Nazionale di Statistica (ISTAT) - Elaboração gráfica da Wikipedia |